# Вестибуларне рецепторске ћелије
Вестибуларне рецепторске ћелије су посебна врста сензорних  рецепторских ћелија слушног и вестибуларног система у ушима свих кичмењака и у органу бочне линије риба, које механотрансдукцијом откривају кретање у свом окружењу. Оне су одговорне за претварање  ситних померања у уву у потенцијале рецептора или сигнале које мозак може протумачити и који су  релевантни за вестибуларну функцију.

## Врсте
Вестибуларне рецепторске ћелије се  састоје од три врсте ћелија:
- вестибуларних трепљастих ћелија,
- сензорних ћелија и
- потпорних ћелија.

### Вестибуларне трепљасте ћелије
Вестибуларне трепљасте ћелије се могу се класификовати као тип I или тип II.
Трепљасте ћелије типа I  - одговарају унутрашњим трепљастим ћелијама Кортијевог органа и обликоване су као античке грчке боце за вино, са округлим дном, танким вратом и ширим главама. Свака ћелија је окружена нервним путиром из једне од крајњих грана дебелог или средњег нервног влакна вестибуларног нерва. Повремено, 2-3  трепљасте ћелије могу бити укључене у исти нервни путир. 
Трепљасте ћелије типа II - одговарају спољашњим трепљастим ћелијама  Кортијевог органа и обликоване су као цилиндри, са равном горњом површином прекривеном кутикулом.

### Сензорне ћелије
Сензорне ћелије су неуроепителне трепљасте ћелије, од којих свака носи 50-100 стереоцилија и један дуги, дебели киноцилијум на апикалној површини.

#### Стереоцилије
Стереоцилије су механоосетљиве трепљасте ћелијске органеле које реагују на кретање течности и код бројних животињских врста служе за различите функције, укључујући слух и равнотежу. Дуге су око 10–50 микрометара и деле неке сличне карактеристике као микроресице. Трепљасте ћелије претварају притисак течности и друге механичке стимулусе у електричне стимулусе преко многих микроресица које чине штапиће стереоцилија. Стереоцилије постоје у слушном и вестибуларном систему.
Стереоцилије, које су непомичне и круте, нису праве цилије, већ се састоје од актинских филамената у паракристалном низу са другим протеинима цитоскелета.
Актински филаменти у стереоцилији се протежу у трепљасте ћелије и усидрене су у задебљаном региону близу апикалне површине, која се назива кутикуларна плоча. Кутикуларна плоча је густа, филаментозна мрежа насумично оријентисаних актинских филамената која испуњава подручје непосредно испод апикалне површине ћелије. 
Стереоцилије се разликују по висини, али су степеноване у односу на киноцилијум, при чему их је највиша близу киноцилијума.
Стереоцилије су повезане заједно и обично се називају власасти сноп или власасти сноп ћелија. Кроз развој низа трепљастих ћелија  животиње могу бити веома осетљиве на таласе притиска или кретање у течном окружењу које окружује животињу.
Стереоцилије су структурно сличне микроресицама јер су препуне актинских филамената у полукристалном низу, али стереоцилије су генерално веће (пречник ~200 нм) од микроресица које се налазе у другим животињским ћелијама. Број стереоцилија у опсегу од 50-100 по ћелији, су чврсто груписане и распоређене по дужини од једног до другог краја снопа, дајући апикалној мембрани осу симетрије.  Једна права цилија која садржи 9 + 2 низ микротубула обично је присутна одмах иза највише стереоцилије на краткој до дугој оси.  
Померање стереоцилије у правцу од киноцилије затвара канале, хиперполаризујући трепљастих ћелија и на тај начин смањујући активност вестибуларног нерва. Двофазна природа потенцијала рецептора значи да су неки трансдукциони канали отворени у одсуству стимулације, са резултатом да трепљасте ћелије тонички ослобађају трансмитер , стварајући тако значајну спонтану активност у вестибуларним нервним влакнима. Једна од последица ових спонтаних акционих потенцијала је да се брзина активирања вестибуларних влакана може повећати или смањити на начин који верно опонаша потенцијале рецептора које производе трепљасте ћелије.  

Колико су стереоцилије осетљиве, Bechara Kachar  описује да су оне у стању да региструју како игла пада са друге стране просторије: звучни талас од пада игле производи повећање притиска унутар течности која се налази у унутрашњем уху, што доводи до силе смицања која притиска стереоцилије једну против друге.
Стереоцилије затим претварају овај механички покрет у електричне сигнале, који се шаље у мозак - све у року од неколико милисекунди

#### Киноцилијум
Киноцилијум излази из ћелијске цитоплазме кроз сегмент ћелије коме недостаје кутикуларна плоча. Киноцилијум има комплетну структуру покретне цилије са базалним телом, која веома подсећа на центриол и 9+2 распоред дублета микротубула правих цилија. Међутим код киноцилијума, недостају унутрашњи кракови динеина, а централни пар микротубула није присутан у дисталном делу киноцилија, што сугерише да вестибуларна киноцилија може бити непокретна или само слабо покретна. Свака власаста ћелија  је морфолошки поларизована у односу на локацију киноцилије. У утрикуларној макули, власасте ћелије су поларизоване тако па је тако киноцилијум окренут ка стриоли, док је у сакуларној макули киноцилијум сваке ћелије окренут супротно од стриоле.
Киноцилијум игра важну улогу у развоју и уредном распореду стереоцилије, а за њу су везане стереоцилије најближе киноцилијуму. У неким власастим ћелијама, као што су оне у пужници сисара и у слушној папили неких птица, у зрелој власастој нема киноцилија. У свим случајевима, међутим, киноцилијум је присутан током ембриолошког развоја власастих ћелија, а то показује и постојаност базалног тела цилијарног тела у зрелој власастој ћелији чак и у одсуству цилијума. У физиолошким експериментима у којима је киноцилијум уклоњен из сакуларних власастих ћелија жабе, функција власастих ћелија није поремећена. Ови резултати заједно показују да је киноцилијум неопходан за нормалан развој низа стереоцилија, али да није потребан за нормалну функцију.

### Потпорне ћелије
Потпорне ћелије које се протежу од базалне мембране до апикалне површине окружују трепљасте ћелије. Њихова језгра се обично налазе непосредно изнад базалне мембране и испод трепљастих ћелија. Трепљасте ћелије формирају тесне спојеве и дезмозоме са потпорним ћелијама, одвајајући тако ендолимфатички простор у коме ендолимфа купа стереоцилије изнад ћелија, од перилимфатичног простора испод апикалне површине.

## Адаптација и подешавање вестибуларних рецепторских ћелија
Важно је да снопови трепљастих ћелија у сваком вестибуларном органу имају специфичну оријентацију. Као резултат тога, орган као целина реагује на померања у свим правцима. У датом полукружном каналу ува, трепљасте ћелије у ампули су све поларизоване у истом правцу. У утрикулу и сакулусу, специјализовано подручје које се зове стриола дели трепљасте ћелије на две популације са супротним поларитетима.
Усмерена поларизација рецепторских површина је основни принцип организације у вестибуларном систему.